# NDR Schlager

Logo bis 31. Oktober 2021

NDR Schlager (bis 1. November 2021 NDR Plus - das norddeutsche Schlagerradio) ist ein Hörfunk-Sonderkanal des Norddeutschen Rundfunks (NDR). Das Programm soll „das Beste aus mehr als 50 Jahren Schlagergeschichte“ sowie internationale Schlager, Evergreens und instrumentale Musik senden.e
Das Programm ersetzte am 5. Juli 2016 über DAB+ und per Livestream den Verkehrsansagedienst NDR Traffic. Bei NDR Traffic wurden bis zum Start von NDR Plus Verkehrsmeldungen rund um die Uhr durch eine Sprachausgabe vorgelesen. Zusätzlich erhielt das Programm am 17. Januar 2017 einen Platz auf dem ARD-Radiotransponder und ist nun auch europaweit über das Astra-Satellitensystem zu empfangen.

## Hintergrund
Laut dem NDR vermisste eine Reihe von Hörern das Schlagergenre im bisherigen Programm des NDR, weshalb sich der Sender trotz des sinkenden Interesses an dieser Musikrichtung für ein Schlagerradio einsetzte. NDR Schlager soll nur ein „digitales Zusatzangebot“ und kein Vollprogramm darstellen. Es soll mit geringem finanziellen Aufwand unter starker Nutzung von Synergien erstellt werden. Möglich wurde das neue Programm durch eine Gesetzesänderung, nachdem die Parlamente der vier Staatsvertragsländer (Hamburg, Mecklenburg-Vorpommern, Niedersachsen und Schleswig-Holstein) einer entsprechenden Änderung des NDR Digitalradio-Staatsvertrags zugestimmt hatten.
Die Landesprogramme des NDR haben schrittweise ihre Musikfarbe vom Schlager hin zur Popmusik weiterentwickelt. Die so entstandene Lücke im musikalischen Spektrum soll durch das Hörfunkangebot von NDR Schlager geschlossen werden.
Am 27. Juni 2025 teile der NDR-Intendant Joachim Knuth mit, dass der Sender aus Kostengründen zum 1. Januar 2027 eingestellt wird. Ab diesem Zeitpunkt wird der NDR noch acht Radioprogramme ausstrahlen.

## Das Programm
NDR Schlager strahlt 24 Stunden am Tag Schlager und Easy Listening aus. Die meisten Titel sind, sofern es sich nicht um reine Instrumentalmusik handelt, in deutscher Sprache. Die Selbstbezeichnung für das Format lautet „das Beste aus mehr als 50 Jahren Schlagergeschichte“. Das moderierte Tagesprogramm kommt werktags von 8 bis 18 Uhr live aus Hannover. An den Wochenenden sind abwechselnd Moderatoren aus allen vier Landesfunkhäusern zu hören.
Folgende Programminhalte von NDR Schlager sind essentiell und sollen einen öffentlich-rechtlichen Mehrwert für die Hörer im Sendegebiet bieten:
- Die norddeutsche, insbesondere niederdeutsche Sprache ist im Programm präsent und wird sowohl bei der Musikauswahl als auch in Hörspielen berücksichtigt. Die plattdeutschen Sendungen der NDR Landesprogramme werden in der Woche von 19 bis 20 Uhr wiederholt.[2]
- Stündlich werden die Nachrichten des NDR übernommen, gefolgt von einem Wetterbericht und Verkehrshinweisen. Die Nachrichten berücksichtigen dem Sendegebiet und Sendeauftrag entsprechend verstärkt norddeutsche Themen; Wetter und Verkehr berücksichtigen ausschließlich das Sendegebiet.
- Es werden Ausflugstipps und Veranstaltungshinweise für Norddeutschland gesendet.
- Die Rubriken Schlager ABC, Knapp op Platt und Der Tag und seine Geschichte sind prägnante Programmbestandteile.
- Als Sendung mit Tradition wird am frühen Sonntagmorgen das Hamburger Hafenkonzert von NDR 90,3 übernommen.
- Das Programm ist werbefrei, so wie alle Hörfunkprogramme des NDR außer NDR 2.
- Nachts wird seit dem 2. Januar 2024 die ARD Schlagernacht übertragen.

Die Sendung Klönschnack widmete sich zunächst im wöchentlichen Rhythmus, später alle vierzehn Tage im persönlichen Gespräch dem Werk und Leben eines Künstlers und wurde mit der Umbenennung von NDR Plus in NDR Schlager eingestellt. Der Liederabend am Sonntagabend, im wöchentlichen Wechsel mit dem Radiokonzert, in dem Musikredakteur Roger Lindhorst seltene Aufnahmen der Rundfunkorchester aus den Archiven des Norddeutschen Rundfunks präsentierte, war bis Ende 2021 elementarer Programmbestandteil und ist jetzt nur noch zu besonderen Gelegenheiten im Programm zu finden z. B. am 1. Mai.

### Moderation
Zu den Moderatoren gehören Yared Dibaba, Michael Thürnau und bis zu seinem Tod 2025 Carlo von Tiedemann.